# Nokia 6680
Nokia 6680 - высококлассный 3G смартфон под управлением операционной системы Symbian с пользовательским интерфейсом Series 60 2nd Edition. Он был анонсирован 14 февраля 2005 года, и был выпущен в следующем месяце. 6680 был первым устройством Nokia с фронтальной камерой и специально продавался для видеозвонков. Он поступил в продажу по цене 500 евро. Он стал трамплином для Nseries в апреле того же года; его преемником стала N70.

## Функции
Устройство оснащено Bluetooth, 1,3-мегапиксельной камерой с фиксированным фокусом, фронтальной VGA (0,3-мегапиксельной) камерой для видеозвонков, поддержкой карт расширения памяти Dual Voltage Reduced Size MMC (DV-RS-MMC) с возможностью горячей замены, воспроизведением стереозвука и 2,1-дюймовым, 176x208, 18-битным (262 144) цветным дисплеем с автоматической регулировкой яркости в зависимости от окружающей среды.
6680 является устройством высокого класса с поддержкой 3G. Это смартфон, предлагающий офисные и персональные средства управления, включая Microsoft Office совместимое программное обеспечение. Изначально телефон предлагал инновационный режим активного ожидания, но некоторые операторы (например, Orange) убрали его, установив собственную адаптированную прошивку. Однако телефон был омрачен большим, чем обычно, количеством ошибок, включая сбои и проблемы с безопасностью. В некоторых обзорах телефон также критиковали за относительно ограниченный объем памяти.
В дополнение к стандартной карте RS-MMC, 6680 может использовать карты Dual Voltage Reduced Size MMC (DV-RS-MMC), которые также продаются как MMCmobile. Хотя эти карты имеют тот же форм-фактор, что и RS-MMC, DV-RS-MMC имеют второй ряд разъемов снизу.
Телефон работает в сетях GSM 900/1800/1900, и UMTS 2100 в сетях 3G.
Во время разработки 6680 носил кодовое название Milla.
Этот телефон был похож на своего предшественника, Nokia 6630. Ключевыми изменениями стали новая функция "активного режима ожидания", возможность видеозвонков лицом к лицу, вспышка камеры, более качественный экран и улучшенный дизайн.
Аппаратной прикладной платформой этого устройства является OMAP 1710.

## Варианты

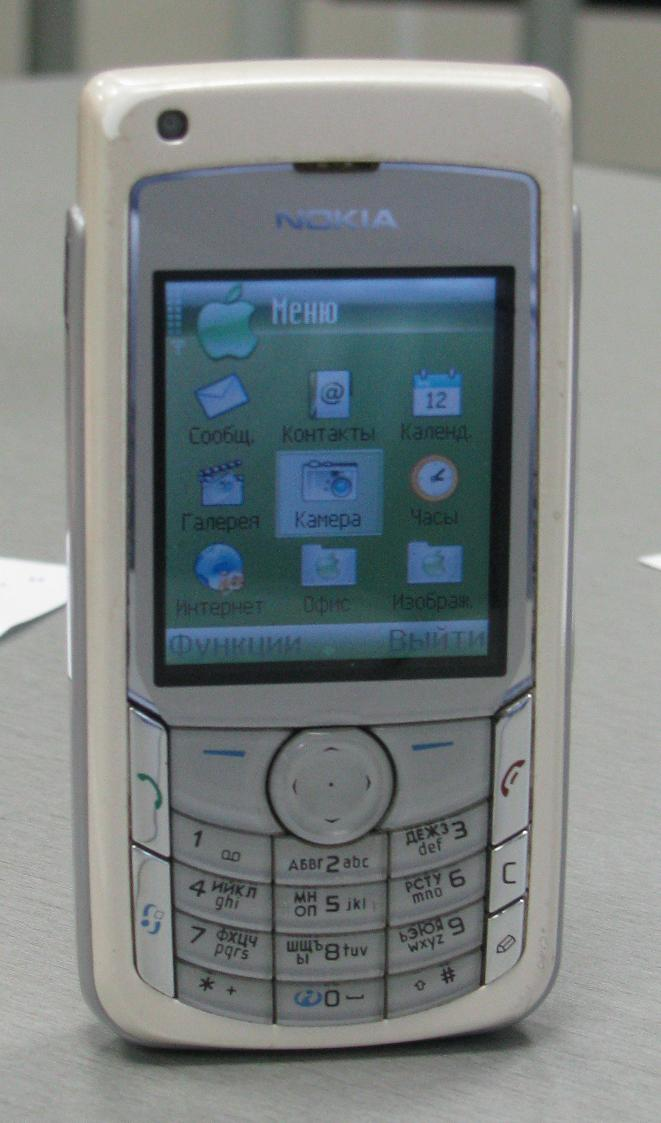
Nokia 6681/6682

Nokia 6681 и Nokia 6682 - GSM-телефоны от Nokia, работающие под управлением пользовательского интерфейса Series 60 на операционной системе Symbian. Эти телефоны являются GSM-версиями модели Nokia 6680.
Единственное различие между 6681 и 6682 заключается в том, что 6681 предназначен для европейского рынка и является трехдиапазонной GSM 900/1800/1900 моделью, а 6682 предназначен для американского рынка и поддерживает частоты 850/1800/1900.
В свою очередь, характеристики обоих телефонов практически идентичны характеристикам модели 6680, за исключением отсутствия поддержки сетей 3G, что означает отсутствие поддержки UMTS, и видеозвонков, что означает отсутствие фронтальной камеры для видеозвонков.
Аппаратной прикладной платформой устройства является OMAP 1710. Разрешение дисплея составляет 176x208.

## Похожие телефоны
- Nokia N70

## Внешние ссылки

### Страницы продуктов
- Nokia 6680 Official product page
- Nokia 6681 Архивировано 31 января 2009 года.
- Nokia 6682
- Rui Carmo's 6680 first impressions
- OCW's 6680 review
- 6680 review and specifications roundup
- Texas Instruments OMAP 1710
- Texas Instruments OMAP 1710.

### Спецификации Nokia
- Nokia 6681 Архивировано 8 февраля 2009 года.
- Nokia 6682 Архивировано 3 февраля 2009 года.
- Nokia 6680